# تنظيم حراري
التنظيم الحراري وهي قدرة الكائن الحي على الحفاظ على درجة حرارة جسمه ضمن حدود معينة، حتى عندما تكون درجة حرارة البيئة المحيطة مختلفة. وهذه العملية هي أحد جوانب الاستتباب: وهي حالة ديناميكية من الاستقرار بين بيئة الحيوان الداخلية وبيئته الخارجية (يطلق على هذه العمليات في علم الحيوان الفيزيولوجيا البيئية أو الإيكولوجيا الفيزيولوجية). إذا كان الجسم غير قادر على الاحتفاظ بدرجة الحرارة العادية، فإنها تزيد بشكل ملحوظ فوق الطبيعية، وتعرف هذه الحالة بفرط الحرارة. ويحدث ذلك بالنسبة للبشر عندما يتعرض الجسم لدرجات حرارة ثابتة تعادل تقريبا 55° مئوية (131° فهرنهايت)، وكذلك التعرض لفترات طويلة (بضع ساعات) لدرجة حرارة تصل إلى حوالي 75° مئوية (167° فهرنهايت) مما يسبب الوفاة.

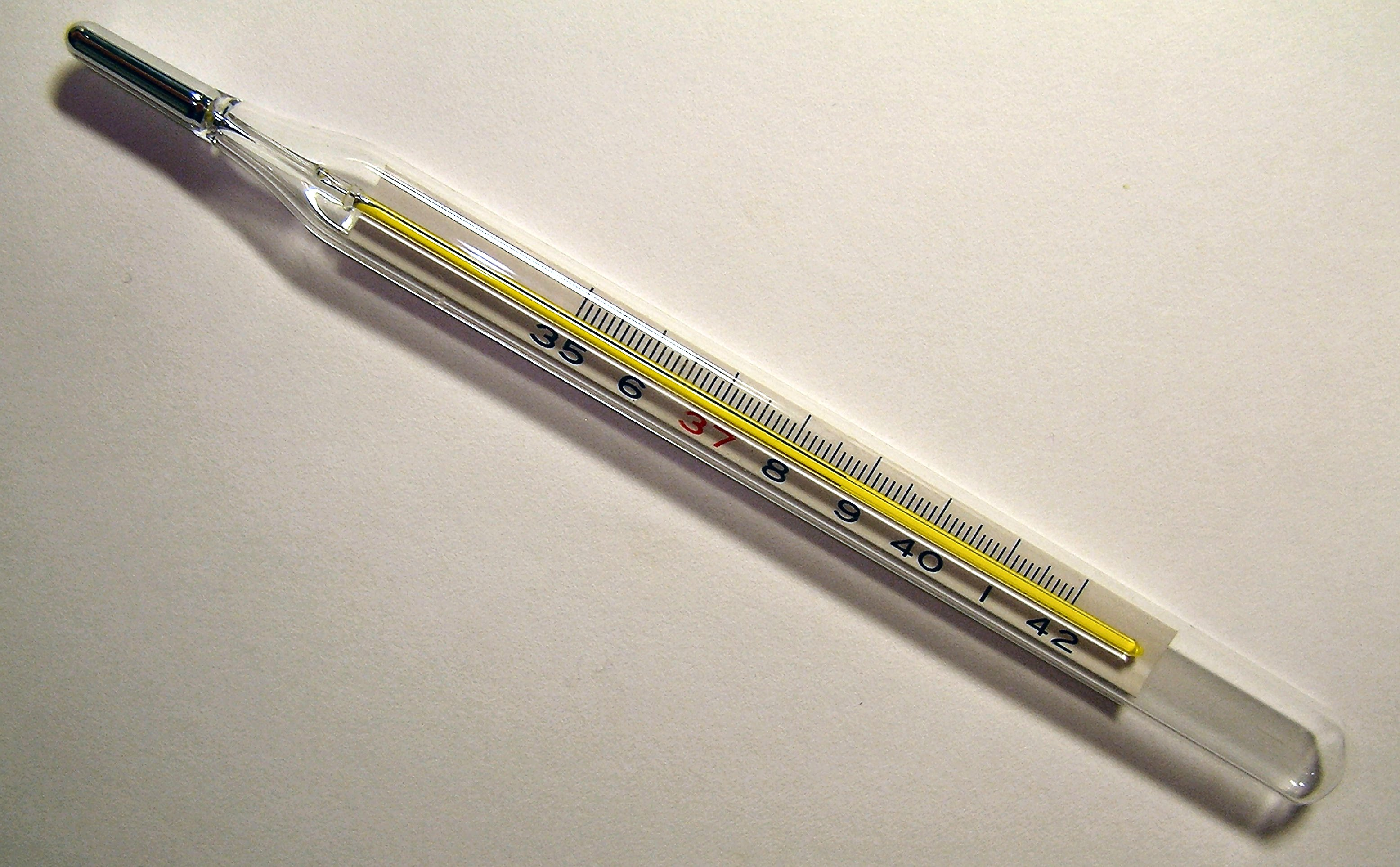
يظهر هذا الميزان الحراري الطبي قراءة لدرجة حرارة تساوي 38.7 درجة مئوية.

تبقى درجة حرارة أنسجة لب الجسم العميقة ثابتة تماما تقريبا ضمن +1 أو -1 درجة فهرنهيت (+0.6 أو -0.6 درجة مئوية ) يوما بعد آخر، ماعدا عندما تتولد الحمى في الجسم.
يمكن تعريض الإنسان العاري إلى درجات حرارة قليلة جدا إلى حد 55 درجة فهرنهيت أو عالية جدا إلى حد 130 درجة فهرنهيت في الهواء الجاف، ومع ذلك تبقى درجة حرارة داخل جسمه ثابتة تقريبا .
لذا فإن آليات التحكم في درجة حرارة الجسم تمثل نظام تحكم عجيب التصميم. وعلى العكس من ذلك، فإن درجة حرارة الجلد ترتفع وتنخفض مع درجة حرارة الوسط المحيط. ودرجة الحرارة هذه هي مهمة عند بحث مقدرة الجلد على فقدان الحرارة للوسط المحيط.

## تصنيف الحيوانات حسب الخصائص الحرارية

التحكم الحراري الخارجي عند البرمائيات من خلال التغييرات السلوكية، مثل الحفر في الليل ثم البحث عن الشمس عند الحاجة والذهاب إلى الظل عندما يصبحون دافئين. الخط الأحمر يمثل الحرارة الخارجية والأسود حرارة جسم السحلية

تصنف الحيوانات حسب طريقة تحكمها في حرارة الجسم إلى الحيوانات ذوات الدم الحار مقابل ذوات الدم البارد. فالحيوانات ذوات الدم البارد مثل الأسماك  البرمائيات والزواحف تستعمل طرق مختلفة للتحكم الحراري مقارنة مع الطيور والثدييات, فبعض الأسماك مثلا طورت القدرة على البقاء وظيفية حتى عندما تكون درجة حرارة الماء أقل من درجة التجمد؛ فهي تستخدم البعض مضادات التجمد الطبيعية أو بروتينات مضادة للتجمد لمقاومة تكوين بلورات الجليد في أنسجتها. أما  البرمائيات والزواحف تستطيع التحكم في الحرارة عن طريق التبريد التبخيري والتكيفات السلوكية. ومن الأمثلة على التكيف السلوكي سحلية مستلقية في الشمس على صخرة ساخنة من أجل التسخين من خلال الإشعاع والتوصيل. بينما تعتمد الحيوانات ذوات الدم الحار مثل الطيور والثدييات على ميكانيزمات داخلية يتكم فيها الجهاز العصبي والساعة البيولوجية.

## إيقاع درجة الحرارة اليومي

إيقاع درجة الحرارة اليومي عند الإنسان وهو مرتبط بالساعةالبيولوجية

لا تكون درجة حرارة جسم الإنسان ثابتة أثناء النهار، وهي مرتبطة بتعديل مزدوج لكل من العمليات التوازنية والإيقاعية اليومية. ومن المعروف أن الإيقاع اليومي لدرجة حرارة الجسم الأساسية يعتمد على الآلية العصبية المشاركة في التغيرات التنظيمية الحرارية  وتوجد في منطقة تحت المهاد (أو الوطاء). ويرجع أصل الإيقاع اليومي لدرجة حرارة الجسم الأساسية إلى التغيرات اليومية في معدل فقدان الحرارة عبر الأطراف، والتي تتم بوساطة توسع الأوعية الدموية الجلدية. ويُستخدم إيقاع درجة حرارة الجسم الأساسية كعلامة على الساعة البيولوجية ودورة النوم والاستيقاظ.

## التغذية الراجعة السلبية لتنظيم درجة حرارة جسم الإنسان

مخطط حلقة التغذية الراجعة السلبية لتنظيم درجة حرارة جسم الإنسان

إن إحدى آليات التغذية الراجعة السلبية المهمة عند الثدييات هي القدرة على الحفاظ على درجة حرارة الجسم. فعندما تكون درجة حرارة الجسم مرتفعة للغاية أو منخفضة للغاية، فإن الأوعية الدموية ستتغير في الحجم وفقًا لذلك لإعادة درجة حرارة الجسم إلى وضعها الطبيعي.  يتم تحديد حجم الوعاء الدموي الأوسط ليكون مناسبًا لوعاء دموي في درجة حرارة الجسم الطبيعية. فعندما ترتفع درجة حرارة الجسم عن درجة الحرارة الطبيعية، يتم إرسال إشارة إلى منطقة تحت المهاد في الدماغ والتي ترسل بدورها نبضة إلى الجسم تشير إلى تمدد الأوعية الدموية. وعندما تتمدد الأوعية الدموية، يتم إطلاق الحرارة خارج الجسم وتنخفض درجة حرارة الجسم مرة أخرى إلى وضعها الطبيعي. وهذا يسمح للأوعية الدموية بالعودة إلى حجمها الطبيعي. وبالمثل، عندما تنخفض درجة حرارة الجسم عن درجة الحرارة الطبيعية، يتم إرسال إشارة إلى منطقة تحت المهاد في الدماغ والتي ترسل بدورها نبضة إلى الجسم تشير إلى انكماش الأوعية الدموية. عندما تنقبض الأوعية الدموية، يتم الاحتفاظ بالحرارة داخل الأوعية الدموية، وبالتالي يتم فقدان قدر أقل من الحرارة للبيئة من خلال الجلد ويمكن أن ترتفع درجة حرارة الجسم مرة أخرى إلى درجة حرارتها الطبيعية ويمكن أن تتوسع الأوعية الدموية مرة أخرى إلى حجمها الطبيعي

## درجة حرارة لب الجسم السوية
لا يمكن وضع اعتبار مستوى واحد لدرجة الحرارة على أنه المستوى السوي لأن القياسات التي أجريت في العديد من الأشخاص الأسوياء قد أظهرت مدى range من درجات الحرارة السوية المقيسة عن طريق الفم؛ فتمتد درجة الحرارة من أقل من 97 درجة فهرنهيت (36 درجة مئوية) إلى أعلى من 98.6 درجة فهرنهيت (37.5 درجة مئوية).
ويعتبر معدل درجة الحرارة السوية بصورة عامة بين 98 - 98.6 درجة فهرنهيت (36.7 - 37.2 درجة مئوية) عند قياسها من الفم، وحوالي 1 درجة فهرنهيت أو 0.6 درجة مئوية تقريبا أعلى من ذلك عند قياسها من المستقيم.
وتتفاوت درجة حرارة الجسم مع الجهد ومع درجات حرارة الوسط المحيط المتطرفة، لأن آليات تنظيم درجة الحرارة ليست دقيقة 100 %. فعندما تتولد حرارة مفرطة في الجسم أثناء التدريبات الرياضية العنيفة فمن الممكن أن ترتفع درجة حرارة الجسم مؤقتا إلى علو يصل إلى 101 - 104 درجة فهرنهيت. وبالمقابل، عندما يتعرض الجسم للبرد الشديد فإن درجة حرارة الجسم يمكن أن تنخفض في الغالب إلى قيم أدنى من 96 درجة فهرنهيت.

## التحكم في درجة حرارة الجسم بموازنة توليد الحرارة مع فقدانها
عندما تكون سرعة توليد الحرارة في الجسم
 أكبر من سرعة فقدانها منه، فمن الواضح أن الحرارة تتجمع فيه فترتفع درجة حرارته.
وعلى العكس من ذلك، عندما يكون فقدان الحرارة أكثر فإن درجة حرارة الجسم تنخفض.
التوازن بين توليد الحرارة وفقدانها، والآليات التي يتحكم بواسطتها الجسم بكل من هاتين الوظيفتين هي:

### توليد حرارة الجسم
إن توليد الحرارة في الجسم هو أحد النواتج الاستقلاب الثانوية الرئيسية؛ بمختلف العوامل التي تعين سرعة توليد الحرارة والتي تسمى سرعة استقلاب الجسم وأهم هذه العوامل:
1. السرعة الأساسية لاستقلاب كل خلايا الجسم.
2. السرعة الإضافية للاستقلاب التي تولدها الأنشطة العضلية، والتي تشمل التقلصات العضلية التي تولدها القشعريرة.
3. الاستقلاب الإضافي الذي يسببه تأثير هرمون الثيروكسين المفرز من الغدة الدرقية، ولمدى أقل الهرمونات الأخرى على الخلايا مثل: هرمون النمو، وهرمون التستوستيرون.
4. الاستقلاب الإضافي الذي يسببه تأثير الأدرينالين والنورإبينفرين والتنبيه العصبي على الخلايا.
5. الاستقلاب الإضافي الذي تسببه زيادة التفاعلات الكيميائية في الخلايا نفسها، خصوصا عند ارتفاع درجة حرارتها.

### فقدان الحرارة من الجسم
تتكون معظم الحرارة التي تولد في الجسم في أعضائه العميقة، وخاصة في الكبد والدماغ والقلب والعضلات الهيكلية أثناء الجهد الجسدي. ومن ثم تحول هذه الحرارة من الأعضاء العميقة والأنسجة إلى الجلد، حيث تفقد إلى الهواء في الوسط الخارجي وكل ما يحيط بالجسم .
ولهذا فإن سرعة فقدان الحرارة تعين غالبا وبصورة تامة تقريبا بعاملين هما:
1. السرعة التي يمكن أن يتم بها توصيل الحرارة من مكان توليدها في لب الجسم إلى الجلد.
2. السرعة التي يمكن بها تحويل الحرارة من الجلد إلى الوسط الخارجي المحيط.

## نظام العازل في الجسم
يكون الجلد والنسيج تحت الجلد، وخصوصا دهن الأنسجة تحت الجلدية عازلا حراريا للجسم. والشحم مهم بصورة خاصة لأنه يوصل الحرارة بثلث السرعة فقط التي توصل بها الأنسجة الأخرى. وعندما لا يجري دم من الأعضاء الداخلية الدافئة إلى الجلد، تعادل عندئذ خواص عزل جسم الرجل السوي حوالي ثلاثة أرباع خواص عزل بدلة قماش اعتيادية. ويكون هذا العزل أحسن لدى النساء. والعزل تحت الجلد وسيلة مؤثرة في المحافظة على درجة حرارة لب الجسم الداخلي، بالرغم من أنه يسمح لدرجة حرارة الجلد من الاقتراب من درجة حرارة المحيط.

## جريان الدم من لب الجسم الداخلي إلى الجلد يؤمن انتقال الحرارة
تنفذ الأوعية الدموية خلال الأنسجة الدهنية تحت الجلد العازلة لتتوزع بكثافة تحت الجلد مباشرة. وأهم ذلك بصورة خاصة الضفيرة الوريدية المتواصلة التي يغذيها جريان الدم الوارد من الشعيرات الدموية في الجلد.
ويجهز الدم في أكثر الأجزاء المكشوفة من الجسم - مثل: اليد والقدمين والأذنين - إلى الضفيرة مباشرة من الشرايين الصغيرة خلال المفاغرة الشريانية الوريدية Circulatory anastomosis العالية التعظل.
ويمكن أن تتغير سرعة جريان الدم إلى الضفيرة الوريدية لدرجة كبيرة مما يقارب الصفر إلى ما يصل إلى حد 30 % من النتاج القلبي الكلي. وتؤدي السرعة العالية لجريان الدم إلى انتقال الحرارة من لب الجسم الداخلي إلى الجلد بكفاءة عالمية، بينما يقلل بطء سرعة جريان الدم من كفاءة توصيلها للب الجسم .
فبدراسة تأثير جريان الدم في الجلد على توصيل الحرارة من لب الجسم الداخلي إلى سطح الجلد، وجد أن زيادة تقارب ثمانية أضعاف التوصيل بين حالة التضيق الأوعية الدموية التام وحالة التوسع الأوعية الدموية الكامل .
ولذلك فالجلد هو نظام مشعاع حراري heat radiator كفوء؛ وأن جريان الدم إلى الجلد هو آلية جيدة جدا في نقل الحرارة من لب الجسم إلى الجلد.

## التحكم في توصيل الحرارة إلى الجلد بالجهاز العصبي
يحكم توصيل الحرارة إلى الجلد بواسطة الدم بدرجة التضيق الأوعية للشرينات والمفاغرات الشريانية الوريدية التي تغذي الدم إلى الضفيرة الوريدية في الجلد. ويحكم هذا التضيق الوعائي بدوره بصورة تامة تقريبا بالجهاز العصبي الودي استجابة للتغيرات في درجة حرارة الوسط المحيط.

## الفيزياء الأساسية لكيفية فقدان الحرارة من سطح الجلد
يوجد العديد من الطرق المختلفة التي تفقد بها الحرارة 
من الجلد إلى الوسط المحيط. وتشمل هذه الطرق الإشعاع، والتوصيل، والتبخر؛ والتي يمكن توضيحها كما يلي:-

### الإشعاع
يفقد الشخص العاري في غرفة ذات درجة حرارة عادية بالإشعاع radiation حوالي 60 % من كل الحرارة التي يفقدها جسمه (حوالي 15 %) .
و يعني فقدان حرارة الجسم إلى الوسط الخارجي المحيط به بالإشعاع فقدانها بشكل أشعة حرارية تحت حمراء، وهي نمط من الآشعة موجية من الموجات الكهرومغناطيسية . ولمعظم الأشعة الحرارية تحت الحمراء - التي تشع من الجسم - موجات بأطوال 5 - 20 ميكرومترا، وهي 10 - 30 ضعفا طول الأشعة الضوئية .
و كل الأجسام التي لها درجة حرارة أعلى من الصفر المطلق تشع مثل هذه الأشعة . ولهذا فإن جسم الإنسان يشع أشعة حرارية في كل الاتجاهات ؛ ولكن الأشعة الحرارية تشع أيضا من الجدران ومن الأجسام الأخرى نحو الجسم . فإذا كانت درجة حرارة الجسم أعلى من درجة حرارة الوسط الخارجي المحيط، فيتم إشعاع كمية أكبر من الحرارة من الجسم مما يشع نحوه .

### التوصيل
تفقد من الجسم كميات صغيرة فقط بالتوصيل conduction المباشر في سطح الجسم إلى الأجسام الأخرى كالفراش والمقعد.
وعلى الطرف الآخر، فإن فقدان الحرارة بالتوصيل إلى الهواء يمثل فعلا نسبة كبيرة من فقدان الحرارة من الجسم (حوالي 15 %) حتى في ظروف التوصيل السوية.
كما أن الحرارة في الواقع هي طاقة حركية للحركة الجزيئية، وأن جزيئات الجلد تخضع باستمرار لحركات اهتزازية. ومن الممكن نقل الكثير من هذه الحركة إلى الهواء إذا كان أبرد من الجلد، فيزيد ذلك من سرعة حركة جزيئات الهواء .
ولكن متى ما تساوت درجة حرارة الهواء المجاور مباشرة للجلد بدرجة حرارة الجلد، فلن يكون عندئذ بالإمكان فقدان حرارة من الجلد إلى الهواء. ولهذا فإن توصيل الحرارة من الجسم إلى الهواء يحدد ذاتيا إلا إذا تحرك الهواء الساخن بعيدا عن الجلد بحيث يجري دائما هواء جديد غير مسخن وباستمرار ليلامس الجلد فيما يسمى بحملان الهواء.

#### الحملان
تسمى إزالة الحرارة من الجسم بحمل التيارات الهوائية لها بفقدان الحرارة بالحملان convection.
وفي الواقع يجب أولا توصيل الحرارة إلى الهواء ومن ثم حملها بعيدا عنه بتيارات الحمل .
و تتم كمية قليلة من الحملان دائما تقريبا من حول الجسم لأن الهواء المجاور للجسم يرتفع بعيدا عنه عندما يسخن .
ولهذا فإن الشخص العاري الذي يجلس ساكنا في غرفة من دون حركة قوية للهواء يفقد حوالي 15 % من حرارته بالتوصيل إلى الهواء ومن ثم بحمل الهواء بعيدا عن الجسم.

#### التأثير التبريدي للرياح
عندما يتعرض الجسم للرياح تتبدل طبقة الهواء المجاورة للجلد مباشرة، وتعوض بهواء جديد بسرعة أكبر من المعتاد ويزداد بذلك فقدان الحرارة بطريقة الحملان.
ويتناسب التأثير التبريدي للرياح الخفيفة السرعة تقريبا مع الجذر التربيعي لسرعة الرياح .
فمثلا يكون للرياح بسرعة 4 أميال في الساعة ضعف التأثير التبريدي لتلك التي بسرعة ميل واحد فقط في الساعة.

#### توصيل الحرارة وحملانها من الشخص المتعرض للماء
للماء حرارة نوعية تعادل عدة آلاف تلك التي للهواء ؛ بحيث أن أي قسم من الماء الذي يلامس الجلد يتمكن من امتصاص كمية من الحرارة منه أكثر بكثير مما يتمكن الهواء بذلك.
كما أن توصيل الحرارة في الماء أكثر بكثير مما هو في الهواء. ولهذا لن يتمكن الجسم من أن يسخن طبقة رقيقة من الماء تحيط به لتكون له منطقة عازلة كما يتمكن من عمله مع الهواء.
ولهذا فإن سرعة فقدان الحرارة إلى الماء في درجات الحرارة المعتدلة تزيد بأضعاف كثيرة على سرعة فقدانها للهواء في نفس درجة الحرارة. ولكن عندما يكون الهواء والماء باردين لدرجة قليلة جدا، تكون سرعة فقدان الحرارة للهواء مساوية لسرعة فقدانها للماء لأن كليهما - الماء والهواء - يكونان قادرين على نقل كل الحرارة التي تنتشر إلى الجلد من العازل تحت الجلدي.

### التبخر
عندما يتبخر الماء من سطح الجسم تفقد 0.58 سعرة كبيرة (كيلو كالوري) من الحرارة لكل جرام يتبخر من الماء. ويتبخر الماء حتى عند عدم تعرق الشخص، إذ إنه يتبخر بطريقة غير محسوسة من على الجلد ومن الرئتين بسرعة 450 إلى 600 مليلتر يوميا تقريبا. ويسبب ذلك فقدانا مستمرا للحرارة بسرعة 12 - 16 سعرة حرارية في الساعة. ولكن هذا التبخر الغير محسوس خلال الجلد والرئتين لا يمكن أن يحكم لغرض تنظيم درجة حرارة الجسم لأنه يتولد عن الانتشار المستمر لجزيئات الماء خلال الجلد والأسطح التنفسية، ولكن فقدان الحرارة بتبخر العرق يمكن أن يحكم بتنظيم سرعة التعرق .

#### التبخر ضروري كآلية تبريد عند درجات الحرارة العالية جدا
تفقد الحرارة بالإشعاع والتوصيل ما دامت درجة حرارة الجسم أعلى من درجة حرارة الوسط المحيط. ولكن عندما تكون درجة حرارة الوسط الخارجي المحيط بالجسم أعلى من تلك التي للجلد فبدلا من فقدان الجسم للحرارة فإنه يكتسبها بالإشعاع والتوصيل. وفي هذه الحالات تكون الطريقة الوحيدة للتخلص من الحرارة هي التبخر.
ولهذا يؤدي أي عامل يحول دون التبخر المناسب عندما تكون درجة حرارة الوسط الخارجي المحيط بالجسم أعلى من درجة حرارة الجسم نفسه إلى رفع درجة حرارة الجسم؛ ويحصل ذلك أحيانا لدى الأشخاص الذين يولدون من دون غدد عرقية كعيب خلقي؛ فمثل هؤلاء الأشخاص يتمكنون من تحمل درجات الحرارة الباردة مثل الأشخاص الأسوياء ولكن يحتمل أن يموتوا بضربة الحرارة في المناطق المدارية الحارة؛ لأنه من دون نظام التبخر التبريدي لا يمكنهم منع ارتفاع درجة حرارة أجسادهم عندما تكون درجة حرارة الهواء أعلى من درجة الحرارة تلك التي لأجسامهم.

## تأثير الملابس على فقدان الحرارة التوصيلي
تحجز الملابس الهواء المجاور للجلد وفي نسيجها نفسه، فتزيد بذلك من سمك ما يسمى المنطقة الخاصة للهواء المجاور للجلد وتقلل من جريان تيارات هواء الحملان.
ولهذا تقل كثيرا سرعة فقدان الحرارة من الجسم بالتوصيل والحمل، إذ تقلل بدلة الملابس الاعتيادية من سرعة فقدان الحرارة لحوالي النصف من تلك التي يفقدها الشخص العاري، بينما تقلل الملابس القطبية النوع من فقدان الحرارة لما يقارب السدس.
ويتم إشعاع حوالي نصف الحرارة المنقولة من الجلد إلى الملابس عوضا عن توصيلها عن طريق أحيازها البينية . ولهذا يؤدي التغليف داخل الملابس بطبقة رقيقة من الذهب - الذي يعكس الحرارة المشعة ويعيدها إلى الجسم - إلى جعل خواص عزل الملابس للحرارة أكثر كفاءة من دونها . ولهذا يصبح بالإمكان إنقاص وزن الملابس التي تستعمل في المنطقة القطبية إلى حوالي النصف عند استعمال هذه التقنية .
وتفقد الملابس كفاءتها في المحافظة على تنظيم درجة حرارة الجسم كليا تقريبا عندما تبتل لأن التوصيلية العالية للماء تزيد من سرعة نقل الحرارة لحوالي 20 ضعفا أو أكثر . وأحد أهم العوامل التي تقي الجسم من البرد في المناطق القطبية هي الحذر الشديد ضد ابتلال الملابس أو رطوبتها .
وفي الحقيقة يجب أن يكون الشخص حذرا من فرط تدفئة نفسه حتى لفترة مؤقتة لأن التعرق في الملابس يقلل عندئذ من كفاءتها كعازل ضد درجة حرارة الوسط المحيط الخارجي .

## وصلات خارجية
- More information on your Basal Body Temperature (BBT) نسخة محفوظة 8 نوفمبر 2014 على موقع واي باك مشين.
- Free spreadsheet to chart your BBT